# Изопахес обесцвеченный
Изопахес обесцвеченный (лат. Isopaches decolorans) — вид печёночных мхов рода Изопахес (Isopaches) семейства Анастрофилловые (Anastrophyllaceae).

## Описание
Бледно-зелёное растение, буроватое или серебристо-беловатое; побеги распростёртые, с приподнимающейся макушкой, от 1—1,5 мм до 3 мм длины и до 0,6 мм ширины; листья на 1/4—1/8 длины разделены закруглённо-тупоугольной вырезкой на две лопасти, часто с обесцвеченными краями.

## Экология
Обитает на каменистых субстратах, часто в виде примеси к другим печёночникам.

## Охрана
Занесён в Красную книгу России.